# Ostrov Srednij
Ostrov Srednij (englisch; russisch Остров Средний Ostrow Sredni, deutsch ‚Mittelinsel‘) ist eine Insel der Taylor-Inseln im Highjump-Archipel vor der Küste des ostantarktischen Königin-Marie-Lands. Sie wird dominiert von den Holmy Srednie, einem Hügel.
Russische Wissenschaftler benannten sie.